# بير على (فاروج)
بير على (بالفارسية: پیرعلی) هي مستوطنة تقع في قسم تشاه جهان الريفي في إيران. يقدر عدد سكانها بـ 285 نسمة بحسب إحصاء 2016.